# 基思·科德
基思·科德（？—），出生於美國的前摩托車賽車手，開設專業摩托車駕訓學校，也有出版多部摩托車騎乘的著作。

## 專業駕訓
基思·科德從1976年開始，有系統發展一套專業的摩托車騎乘技術，剛開始稱為《基思·科德的車手改進計畫》（Keith Code Rider Improvement Program），在1980年創立加州賽車學校（California Superbike School），為因此這個學校成為許多知名車手的搖籃，例如：韋恩·雷尼、詹姆斯·托斯蘭和萊昂·卡米爾，迄今這套專業摩托車騎乘技術，已經拓展到許多國家。
他針對摩托車手發展出許多專業技巧，例如：逆操舵可以讓車手得到更好的轉向效果，還有針對騎乘姿勢的身體定位、騎乘的視線擺放位置，提出他特別的技巧和方法，甚至在動態中發生側滑、或是發生前輪鎖死的時候，都有專門對應的設備，讓車手可以得到正確的騎乘觀念。

### 美國海軍陸戰隊的進階騎士教案
2006年，基思·科德受美國海軍陸戰隊的委託，希望可以給予陸戰隊一套培訓計畫，目的是減少人員發生嚴重的摩托車事故，因此開出一套專門學程稱為《進階騎士教案》（Advanced Motorcycle Operator School），經過多年的驗證之後，從這個培訓計畫結業的人員，確實大幅降低事故率，現在已經是陸戰隊公認最好的騎乘教案。

## 著作
- 1983年：《Twist of the Wrist: The Motorcycle Roadracers Handbook》[7]（彎道聖經第一部）[8]
- 1987年：《A Twist of the Wrist 2: The Basics of High-Performance Motorcycle Riding》（彎道聖經第二部）[9]
- 1998年：和David Gordon合著《A Gear Higher: The Bicycle Racer's Handbook of Techniques》
- 1998年：《Soft Science of Roadracing Motorcycles: The Technical Procedures and Workbook for Roadracing Motorcycles》[10]
- 2006年：和 Andy Ibbott 合著《Performance Riding Techniques: The MotoGP manual of track riding skills》

## 相關連結
- 加州賽車學校 （页面存档备份，存于）
- Keith Code Instagram